# No Matter What They Say
No Matter What They Say – pierwszy singel raperki Lil’ Kim, promujący jej drugi album studyjny „The Notorious K.I.M.”. Piosenkę wydano 28 maja 2000. Singel osiągnął #60 pozycję na Billboard 200, i #35 na UK Singles Chart. Zdobył także złotą płytę.